# Trainspotting
Trainspotting es una película británica de comedia negra y drama de 1996 dirigida por Danny Boyle y basada en la novela homónima escrita por Irvine Welsh. Narra la cruda y punzante historia de un grupo de jóvenes heroinómanos de los suburbios de Edimburgo, cuyas únicas aspiraciones en la vida son consumir sustancias adictivas y conseguir dinero sucio. El único que aparenta poder escapar de este destino autodestructivo es su protagonista, Mark Renton.  Es protagonizada por Ewan McGregor, Ewen Bremner, Jonny Lee Miller, Kevin McKidd, Robert Carlyle y Kelly Macdonald en su debut cinematográfico. la película se estrenó en el Reino Unido el 23 de febrero de 1996.
Trainspotting se estrenó con gran éxito de crítica y muchos críticos la consideran una de las mejores películas de la década de 1990.  La película ocupó el décimo lugar por el British Film Institute (BFI) en su lista de las 100 mejores películas británicas del siglo XX. En 2004, la película fue votada como la mejor película escocesa de todos los tiempos en una encuesta pública general.  Una encuesta de 2017, que incluyó a 150 actores, directores, escritores, productores y críticos de la revista Time Out, la clasificó como la décima mejor película británica de la historia.  La película tiene una secuela llamada T2: Trainspotting, que se estrenó en el 2017.

## Argumento
La película empieza con un célebre monólogo de Mark Renton (Ewan McGregor), mientras él y su amigo Spud (Ewen Bremner) corren por las calles de Leith siendo perseguidos por los guardias de seguridad de un centro comercial. Mark declara que, a diferencia de la gente que «eligió una vida» (hijos, estabilidad financiera y posesiones materiales), él eligió «otra cosa», él eligió vivir como un heroinómano. El círculo de amigos de Renton, cuyos únicos pasatiempos saludables son jugar al fútbol y al billar, son presentados: el amoral y egoísta Simon “Sick Boy” Williamson (Jonny Lee Miller), el atlético y apuesto Tommy Lawrence (Kevin McKidd), el ingenuo y afable Daniel “Spud” Murphy y el violento y sociópata Francis “Franco” Begbie (Robert Carlyle). Tanto Sick Boy, como Spud y Renton son heroinómanos y pasan el tiempo consumiendo heroína que les suministra su amigo Swanney (Peter Mullan), que además de adicto también es traficante. 
Un día, tras uno de sus momentos de lucidez, Mark piensa en luchar contra su adicción y decide abandonar la heroína. Alquila una habitación barata, una tele barata y hace acopio de diversas provisiones, con la intención de permanecer encerrado. Pero se da cuenta de que no puede dejar su adicción de golpe y tras intentar fallidamente pillar algo de caballo para un último chute, finalmente consigue unos supositorios rectales de opio que le vende un camello local llamado Mikey Forrester (Irvine Welsh) y que, según le cuenta, están hechos para sus necesidades y le ayudarán a contrarrestar el mono. Tras introducirse los supositorios por vía rectal y de vuelta a casa, Mark sufre un ataque de diarrea provocado por la abstinencia y tiene que entrar rápidamente en el primer lugar que encuentra, el baño de una sucursal de apuestas donde todos le miran extrañados cuando entra. Una vez dentro del “Peor Retrete de Escocia”, tiene lugar una de las escenas más emblemáticas de la película, cuando Mark, tras darse cuenta de que ha defecado los supositorios, se pone a buscarlos metiendo las manos en un retrete rebosante de heces, orines y demás desperdicios. En un delirio provocado por la abstinencia, Mark se introduce por el retrete y bucea en un agua pura y cristalina hasta encontrar los supositorios depositados en el fondo. Tras esta experiencia surrealista y desagradable, Mark por fin está preparado para dejar la heroína y se encierra en la habitación alquilada con la intención de pasar el síndrome de abstinencia. 
Unos días después, se reúne con sus amigos y deciden salir a un club, donde Mark se da cuenta de su nuevo y aflorado deseo sexual provocado por la ausencia de heroína en su cuerpo. Finalmente, ve a una chica abandonar el club e intenta flirtear con ella, a pesar de que al principio ella parece rechazar su propuesta mientras intenta conseguir un taxi. Mark se queda confundido por la reacción de la chica y piensa que le ha rechazado, por lo que finge haber olvidado algo dentro. Sin embargo, se da cuenta de que la chica, Diane (Kelly Macdonald), ha dejado abierta la puerta del taxi, invitándole a subir. Después del sexo, Diane no lo deja dormir en su cuarto y pasa la noche en un sofá en el pasillo fuera de la habitación. Por la mañana, se da cuenta de que Diane es una colegiala adolescente y que sus supuestos compañeros de piso son realmente sus padres. Horrorizado, Renton intenta evitar un incidente, pero sigue siendo amigo de Diane.
Tommy es abandonado por su novia Lizzy después de una cadena de sucesos, que sin darse cuenta, había sido iniciada por Renton. Renton había tomado prestado una de las cintas caseras de sexo personal de Tommy y Lizzy, escondida en una caja de vídeo de fútbol. Furiosa, Lizzy cree que Tommy había devuelto la cinta al videoclub por error. Sick Boy, Spud y Renton deciden regresar a la heroína, y un desconsolado Tommy también entra en la droga, a pesar de la reticencia de iniciarlo en la heroína. Un día, en la habitación de Swanney, el grupo inducido por la heroína es violentamente interrumpido cuando Allison, su amiga y adicta, descubre que su bebé, Dawn, ha fallecido debido a una sobredosis traspasada de su madre a él durante la lactancia. Todos están horrorizados y afligidos, especialmente Sick Boy, de quien se insinúa que es el padre de Dawn y para superarlo, se vuelven a drogar.
Más tarde, Renton y Spud son detenidos por robar en una tienda de libros, siendo la escena con que se inicia la película. Debido a condenas previas, Spud va a prisión, pero Renton evita el castigo entrando en el Programa de Intervención de Drogas, donde se le da metadona. A pesar del apoyo de su familia y amigos, Renton se siente constantemente deprimido y aburrido de su vida y escapa a la habitación de Swanney, donde casi muere por sobredosis. Los padres de Renton lo llevan a casa y lo encierran en su antiguo dormitorio para que se enfrente a la adicción súbitamente. Cuando Renton trata de dormir en su cama, empieza la etapa severa de los síntomas de la abstinencia: delira con que ve a Begbie en su cama amenazándolo, a Diane cantándole, a su amigo Tommy hablándole drogado, a su amigo Spud encadenado a una bola de hierro, a Sick Boy lavándose las manos del hecho que fue él quien lo inició en las drogas y al bebé muerto de Allison gateando en el techo. La abstinencia de la heroína es entrecortada con un extraño e imaginario programa de televisión de juegos en vivo en donde el presentador, Dale Winton, pregunta a los padres de Renton sobre el VIH. Renton es finalmente despertado de las pesadillas y alucinaciones por sus padres, quienes le dicen que debe hacerse la prueba. Aún con los años que llevaba compartiendo jeringas con otros adictos, el examen de Renton sale negativo.
Pese a estar limpio de todo eso, Mark se siente aburrido y algo angustiado, creyendo que su vida no tiene propósito. En eso visita a Tommy, quien ahora ha caído mucho más allá de la adicción, viviendo solo, triste, con VIH y en una habitación oscura y mugrienta.
Más tarde Diane decide visitar a Renton. Ella termina siendo la voz de la razón en toda esta historia, ya que gracias al consejo que ella le da, Renton se muda a Londres y empieza a trabajar como un agente de alquiler de propiedades. Comienza a disfrutar su vida de sobriedad y ahorra dinero, mientras le manda cartas a Diane. Su felicidad no dura mucho: Begbie comete un robo armado y llega a la habitación londinense de Renton en busca de un lugar donde pueda esconderse de la policía. Sick Boy, quien ahora trabaja como un proxeneta bien informado y vendedor de drogas, también se muestra en la puerta de Renton. Los «amigos» de Renton empiezan a arruinar su nueva vida, robándole y destrozando su habitación. Para poder deshacerse de ellos, éste les da una propiedad de la que él es responsable pero que ellos la usarían para robar. No tardaría mucho para que los echen de allí. De pronto, llega una noticia lamentable: Tommy acababa de morir por toxoplasmosis y viajan de vuelta a Edimburgo para asistir a su funeral, resultó que en la habitación insalubre donde vivía él tenía un gato, el cual compró para recuperar a su novia, ante el rechazo de ella, Tommy se lo quedó pero en su depresión y estado heroinómano no limpiaba lo que hacia el gato, Tommy enfermo por las bacterias y virus en su entorno y para paliar los dolores físicos se inyectaba más heroína lo que, junto a la enfermedad, le llevó a la muerte.
En el responso se encuentran con Spud, quien ya había salido de prisión tiempo antes. Terminado esto, Sick Boy propone a los muchachos restantes una provechosa —pero peligrosa— transacción de heroína en Londres. Este necesita la ayuda de Renton para suministrar la mitad de las 4.000 libras esterlinas necesarias para llevar a cabo el negocio. Después de la adquisición, y mientras iban en el autobús camino a Londres, Renton se inyecta una dosis de heroína para verificar su pureza. Luego, los cuatro venden la heroína a un traficante por 16.000 libras esterlinas. Tras el éxito de su misión, van por la tarde a un bar a celebrar, y en eso discuten posibles planes para el dinero. Mientras Begbie pide otra ronda de cervezas y Sick Boy va al baño, Renton sugiere a Spud tomar juntos el dinero y largarse. A Spud le atemoriza la idea de querer robarle a sus amigos pero Renton cree que Sick Boy y Begbie no se merecen el dinero. Terminan simplemente no llevándoselo cuando, de pronto, Begbie se desquicia y protagoniza nuevamente una riña en el susodicho bar, dejando incluso herido a Spud.
Mientras amanecía, cuando todos están durmiendo (en la misma habitación del hotel donde hicieron la transacción), Renton decide tomar sigilosamente el dinero y marcharse solo. Spud, con vendajes en la mano, lo ve irse pero no se lo dice al resto. Tras darse cuenta de que le robaron, Begbie enloquece de ira y destroza la habitación del hotel donde estaban alojados, lo que por supuesto atrae a los policías. Spud y Sick Boy sólo estaban afuera oyendo todo, por lo que optan por irse y dejarlo solo.
La película finaliza con Renton caminando por un puente londinense mientras está amaneciendo, cuenta su futuro y en la última escena sale Spud recogiendo el dinero (4.000 libras esterlinas) que Renton le dejó en una consigna de la estación de autobuses.

## Elenco y personajes
- Ewan McGregor como Mark "Rent Boy" Renton
- Ewen Bremner como Daniel "Spud" Murphy
- Jonny Lee Miller como Simon "Sick Boy" Williamson
- Robert Carlyle como Francis "Franco" Begbie
- Kevin McKidd como Thomas "Tommy" Mackenzie
- Kelly Macdonald como Diane Coulston
- Peter Mullan como Swanney "Mother Superior"
- Fiona Bell como madre de Diane
- Vincent Friell como padre de Diane
- Pauline Lynch como Lizzy
- Susan Vidler como Allison
- Eileen Nicholas como Mrs Renton
- James Cosmo como Davie Renton
- Shirley Henderson como Gail Houston
- Stuart McQuarrie como Gav Temperley/Turista americano
- Irvine Welsh como Mikey Forrester
- Kevin Allen como Andreas
- Keith Allen como Hugo the Dealer, repitiendo su rol de Shallow Grave (1994)
- Dale Winton como el presentador del programa de concursos
- Lauren and Devon Lamb como Baby Dawn (sin credito)

## Producción
El productor Andrew Macdonald leyó el libro de Irvine Welsh en un avión en diciembre de 1993 y consideró que se podía convertir en una película.  Se la entregó al director Danny Boyle y al escritor John Hodge en febrero de 1994.  Boyle estaba emocionado por su potencial para ser "la película más enérgica que jamás hayas visto, sobre algo que finalmente termina en el purgatorio o peor".  Hodge lo leyó y se propuso como objetivo "producir un guión que pareciera tener un comienzo, un desarrollo y un final, duraría 90 minutos y transmitiría al menos parte del espíritu y el contenido del libro".  Boyle convenció a Welsh para que les permitiera optar por los derechos de su libro escribiéndole una carta afirmando que Hodge y Macdonald eran "los dos escoceses más importantes desde Kenny Dalglish y Alex Ferguson".  Welsh recordó que originalmente las personas que querían elegir su libro "querían hacer una pieza de realismo social como Christiane F o The Basketball Diaries".  Le impresionó que Boyle, Hodge y Macdonald quisieran que todos vieran la película y "no sólo el público de autor".  En octubre de 1994, Hodge, Boyle y Macdonald pasaron mucho tiempo discutiendo qué capítulos del libro se traducirían y no se traducirían al cine. Hodge terminó el primer borrador en diciembre.  Macdonald consiguió financiación de Channel 4, una estación de televisión británica conocida por financiar películas independientes. 

### Casting
La preproducción comenzó en abril de 1995. Ewan McGregor fue elegido después de impresionar a Boyle y Macdonald con su trabajo en su película anterior, Shallow Grave.  Según Boyle, para el papel de Renton, querían la calidad del personaje de Michael Caine en Alfie y del personaje de Malcolm McDowell en La naranja mecánica, "repulsivo... con un encanto" que te hace sentir profundamente ambiguo sobre lo que está haciendo'".  McGregor se afeitó la cabeza y perdió 2 kilos (12,7 kilogramos) para la película.  Ewen Bremner había interpretado a Renton en la adaptación teatral de Trainspotting y aceptó interpretar el papel de Spud, diciendo que sentía que los personajes "eran parte de mi herencia".  Boyle había oído hablar de Jonny Lee Miller interpretando a un estadounidense en la película Hackers y quedó impresionado cuando audicionó con acento de Sean Connery.  Para el papel de Begbie, Boyle consideró elegir a Christopher Eccleston por su parecido con cómo imaginaba al personaje de la novela, pero en su lugar le preguntó a Robert Carlyle. Carlyle inicialmente dudó, creyendo que era demasiado bajo para interpretar al personaje, pero Boyle lo convenció diciéndole: "No, los psicópatas pequeños son mejores". Carlyle dijo: "He conocido a muchos Begbie en mi época. Pasea por Glasgow el sábado por la noche y tendrás muchas posibilidades de toparte con Begbie".  Para el papel de Diane, Boyle quería una actriz desconocida para que el público no se diera cuenta de que una joven de 19 años estaba interpretando a una de 15.  Los realizadores enviaron folletos a clubes nocturnos y boutiques y se acercaron a la gente en la calle, y finalmente contrataron a Kelly Macdonald.  La elección de Keith Allen como el Dealer fue una referencia a su papel en Shallow Grave con la implicación de que interpreta el mismo personaje en ambos.

### Preproducción
McGregor leyó libros sobre crack y heroína para prepararse para el papel. También fue a Glasgow y conoció a gente del Calton Athletic Recovery Group, una organización de adictos a la heroína en recuperación, que juegan contra el equipo de fútbol contrario en los créditos iniciales. Le enseñaron a cocinar heroína con una cuchara utilizando glucosa en polvo.  McGregor consideró inyectarse heroína para comprender mejor al personaje, pero finalmente decidió no hacerlo.  Muchas de las historias y personajes del libro se eliminaron para crear un guion coherente y de longitud adecuada. Danny Boyle hizo que sus actores se prepararan haciéndoles ver películas antiguas sobre jóvenes rebeldes como The Hustler y A Clockwork Orange.

### Rodaje
Trainspotting se rodó a mediados de 1995 durante siete semanas con un presupuesto de 1,5  millones de libras esterlinas y el reparto y el equipo trabajaban en una fábrica de cigarrillos abandonada en Glasgow.  Debido a limitaciones de tiempo y un presupuesto ajustado, la mayoría de las escenas se hicieron en una sola toma, lo que contribuyó al aspecto sucio de la película. Por ejemplo, cuando Renton se hunde en el suelo después de una sobredosis de heroína, el equipo construyó una plataforma sobre una trampilla y bajó al actor.  Las heces en la escena 'El peor baño de Escocia' estaban hechas de chocolate.

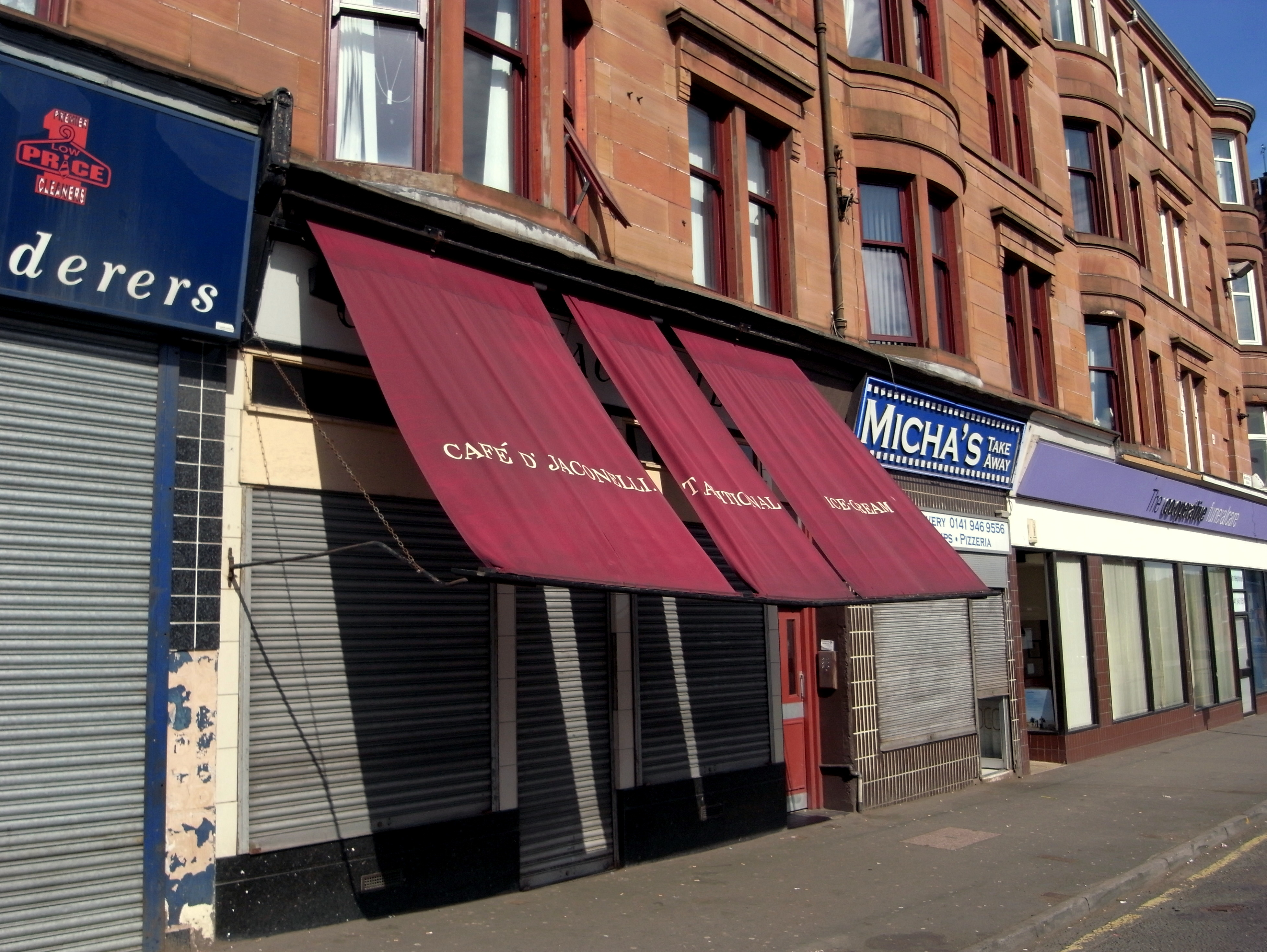
Glasgow. Café D'Jaconelli. 570 Maryhill Road. El café, donde Renton y Spud comparten un batido.

Aunque ambientada en Edimburgo, casi toda la película se rodó en Glasgow, aparte de las escenas iniciales que se rodaron en Edimburgo y las escenas finales que se rodaron en Londres.
Las ubicaciones de la película incluyen:
- La escena inicial en la que Renton y Spud son perseguidos por la seguridad por robar en una tienda está filmada en Edimburgo, en Princes Street y Calton Road, debajo de Regent Bridge. [17]
- El parque donde Sick Boy y Renton hablan sobre James Bond, Sean Connery y El nombre de la rosa es Rouken Glen Park en Giffnock, cerca de Glasgow . El parque también fue el lugar de la tumba en la película anterior de Boyle, Shallow Grave. [17]
- La estación de tren de Corrour es el escenario de la escena de "grandes exteriores" de la película, donde Tommy sugiere al grupo escalar Leum Uilleim. [17]
- Las escenas donde hacen su tráfico de drogas tienen lugar en Paddington. La escena en la que parodian la portada del álbum de los Beatles Abbey Road tiene lugar cuando salen de Smallbrook Mews a través de Craven Road hasta Royal Eagle, 26–30 Craven Road, Paddington. [17]
- La escuela a la que asiste Diane es Jordanhill en el West End de Glasgow.[17]

### Marketing
MacDonald trabajó con Miramax Films para vender la película como la Pulp Fiction británica,  inundando el mercado con postales, carteles, libros, álbumes de bandas sonoras y un vídeo musical renovado para "Lust for Life" de Iggy Pop dirigido por Boyle. 
Antes de su estreno en los Estados Unidos, Miramax, el distribuidor estadounidense de la película, solicitó que algunos de los diálogos fueran doblados para que la película fuera más fácil de entender para los espectadores estadounidenses que no estaban familiarizados con la jerga escocesa y la jerga británica en general. Los primeros 20 minutos de Trainspotting fueron reeditados con un diálogo alternativo. El diálogo original se rescató en la edición para laserdisc en 1997 y después en la reedición de director en DVD en el 2004.
PolyGram Filmed Entertainment, la empresa responsable de la distribución de la película, lanzó una campaña publicitaria de la mitad de los costes de producción de la película (850.000 libras esterlinas) sólo en el Reino Unido, haciendo que la película destaque más como un éxito de taquilla de Hollywood que como un éxito más pequeño para una producción europea. 
Trainspotting supo presentarse como británico y como un elemento "exótico" para el mercado internacional, manteniendo al mismo tiempo su relevancia para el público estadounidense, lo que lo convirtió en un éxito internacional en su marketing.

## Lanzamientos domésticos
La película se estrenó en VHS después de su estreno en cines. Fue lanzado en DVD el 25 de marzo de 1998 y en Blu-ray el 13 de septiembre de 2011.  The Criterion Collection lanzó una versión remasterizada de la película en Blu-ray y Ultra HD Blu-ray el 30 de enero de 2024.

## Banda sonora
Las bandas sonoras de Trainspotting fueron dos de los álbumes de música más vendidos basados en películas. La primera es una colección de canciones que aparecen en la película, mientras que la segunda incluye las que quedaron fuera de la primera banda sonora y canciones adicionales que inspiraron a los realizadores durante la producción.
La banda sonora de Trainspotting se ha convertido en un fenómeno de la cultura pop.  Casi toda la partitura es música pregrabada de artistas existentes.  Esta partitura se divide en tres grupos distintos, todos representando épocas y estilos diferentes: el primero es la música pop de la década de 1970, de artistas como Lou Reed e Iggy Pop; Todos ellos músicos estrechamente asociados con el consumo de drogas y a los que se hace referencia a lo largo de la novela original.  El segundo grupo es la música de la era Britpop de la década de 1990, con las bandas Blur y Pulp. Finalmente, está la música tecno-dance de los años 1990, incluyendo Underworld, Bedrock y Ice MC.  Danny Boyle se acercó a Oasis para contribuir con una canción a la banda sonora, pero Noel Gallagher rechazó la oportunidad, creyendo que sería una película sobre verdaderos buscadores de trenes. 
A lo largo de los años, la aclamación por la banda sonora se ha mantenido. En 2007, Vanity Fair clasificó la banda sonora original de Trainspotting en el puesto número 7 como mejor banda sonora de una película de la historia. Además, Entertainment Weekly clasificó la banda sonora de Trainspotting en el puesto 17 de su lista de las 100 mejores bandas sonoras de películas.  En 2013, Rolling Stone la incluyó como la decimotercera mejor banda sonora entre sus 25 mejores bandas sonoras.  En 2015, New Musical Express lo elogió como una "instantánea perfecta de la música de 1996".
Vol. #1
1. "Lust for Life" (1977) - Iggy Pop (5:15)
2. "Deep Blue Day" (1983) - Brian Eno (3:58)
3. "Trainspotting" (1996) - Primal Scream (10:36)
4. "Atomic" (1996) - Sleeper (5:11)
5. "Temptation" (1987) - New Order (7:02)
6. "Nightclubbing" (1977) - Iggy Pop (4:15)
7. "Sing" (1990) - Blur (6:03)
8. "Perfect Day" (1972) - Lou Reed (3:46)
9. "Mile End" (1996) - Pulp (4:33)
10. "For What You Dream Of" (Full-on Renaissance Mix) (1993) - Bedrock featuring KYO (6:30)
11. "2:1" (1995) – Elastica (2:35)
12. "A Final Hit" (1996) - Leftfield (3:17)
13. "Born Slippy (NUXX)" (1995) - Underworld (9: 46)
14. "Closet Romantic" (1996) - Damon Albarn (3:09)

Vol. #2
1. "Choose Life" - PF Project (7:48)
2. "The Passenger" - Iggy Pop (4:38)
3. "Dark and Long (Dark Train)" - Underworld (9:52)
4. "Carmen Suite No.2" - Georges Bizet (2:07)
5. "Statuesque" - Sleeper (3:21)
6. "Golden Years" - David Bowie (3:59)
7. "Think About The Way" - Ice MC (4:19)
8. "A Final Hit" - Leftfield (4:55)
9. "Temptation" - Heaven 17 (3:03)
10. "Nightclubbing (Baby Doc Remix)" - Iggy Pop (5:50)
11. "Our Lips are Sealed" - Fun Boy Three (2:51)
12. "Come Together" - Primal Scream (4:55)
13. "Atmosphere" - Joy Division (4:07)
14. "Inner City Life" - Goldie (3:42)
15. "Born Slippy .NUXX" (Darren Price Mix) - Underworld (6:29)

## Recepción
La película causó controversia en su tiempo, ya que se decía que fomentaba el uso de drogas entre la juventud. Fue un auténtico bombazo tanto por su estética como por su contenido, pues rara vez se había tratado de un modo tan crudamente humano el tema de las drogas.

## Comentarios
La película está basada en la novela Trainspotting de Irvine Welsh, quien aparece interpretando en la película a Mikey Forrester, un punk traficante de heroína que vive en una habitación con tan solo un colchón.
El título Trainspotting tiene un doble significado: por un lado hace referencia a un pasaje del libro en el que Begbie y Renton conocen a un borracho en la estación de trenes. Begbie y Renton usan la estación para hacer sus necesidades y el borracho les pregunta, intentando hacer un chiste, si están haciendo trainspotting. Por otra parte, hace referencia al argot escocés en donde el término trainspotting significa 'buscar una vena para inyectarse droga'. El término anglosajón trainspotting se utiliza para referirse a la afición relativamente popular en el Reino Unido de observar trenes; este hobby es similar al planespotting, que tiene por objeto observar aviones.
Trainspotting es considerada una de las películas de culto de fin de siglo. Algunos hasta le han llamado "La Naranja Mecánica de los noventa".
En 2017 se estrenó la secuela de Trainspotting, que tiene lugar veinte años después de la película original.

## Premios
Trainspotting fue candidata a tres Premios de la Academia de Cine Británica en 1995, incluyendo a John Hodge al Mejor Guion Adaptado, Mejor Película y Mejor Película Británica. Hodge ganó en su categoría. Hodge también ganó el premio al Mejor Guion de los premios de cine británicos Evening Standard. La película ganó el Space Needle de Oro (el premio a la mejor película) en el Festival Internacional de Cine de Seattle en 1996. Ewan McGregor fue candidato al Mejor Actor del London Film Critics Circle, de los Premios BAFTA Escocia y de la revista Empire. Hodge también fue candidato al Premio de mejor guion adaptado de la Academia, pero perdió frente a Sling Blade de Billy Bob Thornton.